# Madonna del Monte
Madonna del Monte est une île de la lagune de Venise, en Italie.
Cette île d'une superficie de 5 365 m2, se trouve entre San Giacomo in Paludo et Mazzorbo, le long du canal Scomenzera San Giacomo. Il se compose de deux îlots reliés par une étroite bande de terre. En 1303 fut fondé ici un petit monastère bénédictin du nom de San Nicolò, d'où l'ancien toponyme de San Nicolò della Cavana. 
Abandonné en 1432, vu la pauvreté du lieu, ses actifs furent transférés au couvent de Santa Caterina de Mazzorbo. En 1712, le vénitien Pietro Tabacco y fait construire une église dédiée à Sainte Marie du Rosaire. Depuis cette époque, l'île fut communément appelée Monte del Rosario ou Madonna del Monte. Le petit bâtiment a été démoli au milieu du XVIIIe siècle pour faire place à une poudrière, dont subsistent les ruines. 
Aujourd'hui, l'île est une propriété privée. 